# Narcisa sălbatică
Narcisa sălbatică și mai apoi Narcisa. Iubiri nelegiuite este o telenovelă românească difuzată din 20 septembrie 2010 pe canalul de televiziune Antena 1. Sezonul al treilea a început pe 5 septembrie 2011 și s-a terminat câteva luni mai târziu, fiind și ultimul sezon al serialului.

## Distribuția

### Sezonul 1 și 2
- Gabriel Duțu - Tudor Preda
- Alina Pușcaș - Narcisa Drăghici
- Nicole Duțu - Eliza
- Vladimir Drăghia - Emil Stoica
- Antonia Ionescu Micu - Manuela Popescu
- Cristian Popa - David
- Cecilia Bârbora - Ecaterina
- Ion Haiduc - Octavian Kozak
- Tania Budi - Carolina Preda
- Magda Catone - Mioara
- Draga Olteanu Matei - Bunica Narcisei
- Dionisie Vitcu - Bunicul Narcisei
- Crina Radu - Ileana Preda
- Ilinca Vandici - Angela Istrate
- Andrei Aradits - Cristian Popescu

### Sezonul 3
În al treilea și ultimul sezon al serialului au mai jucat și următorii actori, cu mențiunea că Raluca Iurașcu, Draga Olteanu Matei, Ion Haiduc, Cristian Popa, Tania Budi și Nicole Duțu nu au mai apărut:
- Denis Ștefan - Alexandru, de 32 de ani. Atractiv, încrezut și pedant, acest tânăr om de afaceri și-a câștigat statutul economic și admirația semenilor lui doar prin moștenirea părinților săi. La conducerea firmelor tatălui său, în egală măsură lacom și fără scrupule, vrea să se însoare cu Eva doar pentru aparența socială. Afemeiat, infidel și mincinos, îi va vinde logodnicei lui o viață fictivă, care va fi prejudiciată de apariția lui Radu în mijlocul relației lor, transformând-l pe Alexandru în inamicul lui. Alexandru va fi un obstacol între cei doi pe lângă adevărul întâmplat în trecut, pe care Eugenia îl ascunde în conștiința sa.
- Florina Cercel - Bunica Narcisei #2
- Constantin Cotimanis - Mircea Cernat #2
- Florin Zamfirescu - Tatăl Narcisei
- Ioana Alexandra Picoș - Eva Naum, de 27 de ani. Inteligentă, capabilă și, în anumite momente, înfumurată, această tânără avocată e dispusă să demonstreze că e cea mai bună. Specialistă în drept civil, luptă pentru drepturile celor defavorizați, dedicându-se total cauzelor în care se implică. A ajuns la cabinet pentru că e cea mai bună, deși va trebui să înfrunte o lume a bărbaților. Decisă și foarte operativă, trebuie să-și asume un trecut care o neliniștește: faptul că a lovit cu mașina un tânăr, distrugându-i vederea - azi colegul ei la cabinetul de avocatură, Radu. E distrusă de vină, cu sentimente curate, onestă și foarte justă.
- Gina Maican - Simona, de 24 de ani. Verișoara lui Radu, îl iubește în secret din copilărie. Își dedică zilele încercând să-l îngrijească, în ciuda eforturilor lui nemăsurate de a o face să înțeleagă că nu e nevoie. Absolventa unei școli de asistente medicale, vede în această activitate scuza perfectă pentru a se apropia de viața vărului ei, mutându-se cu el la insistențele și acceptul restului familiei. Frumușică și inițial dedicată îngrijirii medicale, își va dezvălui adevărată personalitate când va descoperi că Eugenia îi poate lua locul: invidioasă și geloasă.
- Andrei Bogdan Roșu - Dan Movilă, de 27 de ani. Este un seducător nativ, galant, frumos, inteligent, strateg și speculant. Specialist în cazuri penale, este capabil să pregătească cea mai bună pledoarie sau să găsească martorul cheie. Își dedică viața seducând femei în timp ce lucrează, se distrează apărând preceptele legale pe care le-a studiat, găsește în drept o provocare, și, deși este un avocat excelent, niciodată nu se străduiește să dea ce are mai bun, lucrează pentru a trăi, nu pentru a străluci în profesie. Cu o personalitate controversată, va fi un dulce și seducător nepot în fața Mioarei, un cavaler arogant la cabinet și un bătăuș noaptea când iese să bea și să se bată. Pentru că acest tânăr este un non-conformist în viața privată, se teme de compromisuri, fuge de responsabilități dar, paradoxal, visează să se îndrăgostească de femeia ideală. Fără a o căuta, va încerca rând pe rând cu toate care se întâlnesc cu el, dar doar Valentina va fi, cea mai puțin probabilă în primă instanță, cea care va reuși să-l destabilizeze și să-și înfrunte adevărata persoană pe care el, pentru un anume motiv ascuns, nu vrea s-o elibereze din mrejele trecutului.
- Roxana Caraiman - Valentina, de 24 de ani. Cu frumusețe naivă, retrasă, curată până la obsesie și foarte timidă în atitudinea față de bărbați, ea este o visătoare. Torturată psihologic de mama ei, este incapabilă să se considere frumoasă, să folosească decolteuri sau să-și arate genunchii când poartă fustă. Tăcută și fricoasă, este în realitate o tânără cu o forță interioară ce o ajută să înfrunte o viața tristă pe care o are. Inteligentă și cu un suflet de aur, va descoperi pas cu pas în cabinet, ca nouă secretară antrenată de Ecaterina, că viața nu este ceea ce mama ei i-a inculcat a fi, și că dragostea, chiar cea din partea bărbaților, va fi sentimentul care în cele din urmă o va îndepărta de la atâta durere îndurată încă din copilărie, în ciuda faptului că Dan va fi cel sortit să i-o demonstreze, după ce o prezintă a fi noua lui cucerire, punând pariu cu colegii lui de serviciu pe această temă.
- Alexandru Ion - Radu Caraiman, de 25 de ani. Tânăr frumos, și-a pierdut încrederea în el însuși ca bărbat și, mai presus de toate, în relațiile cu femeile, din cauza orbirii provocate de un accident de mașină, dar nu-și pierde dorința de a practica avocaturii în drept penal. Absolvent magna cum laude, încă din facultate a fost o reală speranță ca avocat de prestigiu, cel mai bun în investigații, în stabilirea conexiunilor între părțile implicate, știind pe de rost orice lege. Dar handicapul fizic se va interpune visului său. Aproape prins într-un cerc vicios, se va dedica profesiei lui în formă obsesivă pentru a lăsa deoparte chestiuni importante, cum ar fi viața lui personală, în timp ce activitatea sa la cabinet va fi foarte dificil de îndeplinit din cauza orbirii. Obsedat în a se descurca singur, departe de a-și asuma condiția, nu acceptă ajutorul nimănui, nici măcar al verișoarei lui, Simona, care s-a mutat la el din momentul accidentului, pentru a-l îngriji și a se transforma în “ochii lui”, dat fiind că este îndrăgostită în secret de el
- Anca Dinicu - Flori Istrate, de 19-20 de ani. Această tânără curajoasă, frumoasă și veselă, iubește muzica și studiază dansul, motiv pentru care asistă frecvent la cursurile unui institut de specialitate, unde Cristian o va căuta pe ascuns (față de Angela), marea lui dușmancă. Ușor rebelă, dar atentă la activitățile ei pentru a răspunde exigențelor surorii ei mai mari, va fi cea care o sfătuiește permanent pe Angela să se bucure de viață, să se anime și să fie deschisă sentimentelor. Acest spirit liber o va determina să trăiască o relație amoroasă cu un bărbat care are aproape dublul vârstei ei.
- Daniel Popa - Iacob Nicolau, de 33 de ani. Genul globe-trotter, dezinhibat, frumos și captivant, acest tânăr director de teatru, va fi opusul lui Emil în ceea ce o privește pe Manuela. Destul de diferiți, dar la fel de asemănători sufletește amândoi, Iacob se va îndrăgosti imediat de Manuela căutând să o captiveze în cele mai romantice moduri, făcând-o să se simtă atrăgătoare cu vorbe dulci, fiind coleg cult și foarte atent la detalii, pentru a rămâne definitiv cu iubirea Manuelei.
- Alma Căldare - Adina Ciobanu, de 25 de ani. Tânără, frumoasă, dar, mai presus de toate, profitoare și ambițioasă. Crescută la țară, cu trăsături de fotomodel pe care pretinde să le exploateze, această prietenă din copilărie a Irinei va găsi în propunerea lui Bogdan de a deveni bonă lui Emil junior o oportunitate de a-și împlini planul, modul perfect de a ajunge în oraș și a urca pe scara socială. Seducătoare prin perversitate comportamentală, cu multă senzualitate, va fi candidata perfectă pentru Emil care, deși e tată de familie și soț dedicat, pare că nu-și va putea nega trecutul de Casanova, și va fi răpus de propunerile sugestive și tentante ale acestei fete fără scrupule, care, încă nu știe că, în cele din urmă, se va îndrăgosti pasional de cel care ar trebui să fie doar dușmanul ei ascuns.
- Adriana Trandafir - Otilia, de 45 de ani. Femeie matură și perturbată psihic, se complace să trăiască între cei patru pereți ai casei sale, ea e îmbrăcată mereu în negru sau gri, cu păr cărunt, neîngrijit, cu cercei rotunzi mari, vechi și inele pe care le-a moștenit. Trăiește într-un doliu continuu din cauza plecării iubirii ei și tată al Valentinei, fiica ei. Bărbatul a abuzat de fiica lui în copilărie. Înnebunită, bolnavă, plină de resentimente, o învinovățește pe fiica sa de toate nefericirile ei și o umilește, maltratând-o și chiar pedepsind-o fizic dacă i se pare necesar. E tot timpul încruntată.

## Rezumatul sezonului al treilea
Sezonul al treilea îl înfățișează pe Emil ca avocatul lider al cabinetului, recent ieșit din închisoare. Acest lucru se întâmplă fără ca el să știe foarte bine care este motivul eliberării sale, în timp ce realitatea indică faptul că Bogdan, tatăl Irinei, responsabil de denunțarea lui Emil ca asasin al fiicei sale, Irina, hotărăște să-și retragă acum plângerea, considerând că pușcăria nu este o pedeapsă destul de aspră pentru acesta, care formează o frumoasă familie cu Manuela și Emil junior.
Drept consecință, Bogdan pune la cale un plan de răzbunare care începe cu urmărirea minuțioasă a vieții lui Emil, pentru a continua cu contractarea Adinei, de 25 de ani, unul dintre cele mai puternice personaje feminine negative ale poveștii, o superbă prietenă a Irinei, necunoscută lui Emil, și care, îndurerată de moartea celei mai bune prietene din copilărie, hotărăște să accepte misiunea propusă de Bogdan. Această misiune constă în deghizarea ei în bonă pentru Emil junior, și, mai departe, în distrugerea încetul cu încetul a acestei familii, seducându-l pe Emil neîncetat până când el va ceda în fața farmecelor femeii în detrimentul fericitei sale căsnicii. Acest triunghi amoros va da naștere numeroaselor conflicte inspirate din răutățile Adinei, care, fără să știe, va fi victima propriului joc murdar, îndrăgostindu-se cu adevărat de cel care trebuia să-i fie pradă.
Dar și Manuela, în această etapă de haos familial, va decide să-și schimbe sensul existenței cotidiene, asistând la clase de teatru, unde va cunoaște un coleg seducător, pe Iacob Lăzărescu, de 33 ani, care va deveni confidentul ei necondiționat și care se va îndrăgosti de ea, aportând și mai multă confuzie acestui cuplu pecetluit de un destin fericit, dar pe care nu reușește să și-l trăiască pe deplin.
Narcisa, pe de altă parte, nu va ignora cabinetul de avocatură, ci, dimpotrivă, cu ajutorul lui Emil se va ocupa personal de angajarea grupului de avocați care să revigoreze afacerile cabinetului. Mioara va primi o scrisoare de la nepotul său, Dan, avocat plin de inițiativă, care îi cere ajutor mătușii sale pentru a intra în lumea agitată a orașului și astfel să poată profesa și va hotărî să-l angajeze ca una dintre noile achiziții profesionale ale cabinetului, oferindu-i și posibilitatea de a se instala în apartament cu cele trei femei. Dan nu va întârzia prea mult să observe frumusețea Narcisei, manifestându-și viciul de a cuceri femeile pe care le cunoaște, încercând să o seducă prin orice mijloace.